# Chersodromia inusitata
Chersodromia inusitata är en tvåvingeart som först beskrevs av Axel Leonard Melander 1902.  Chersodromia inusitata ingår i släktet Chersodromia och familjen puckeldansflugor. Inga underarter finns listade i Catalogue of Life.